# Susi Susanti
Susi Susanti, född 11 februari 1971, är en indonesisk idrottare som tog guld i badminton vid olympiska sommarspelen 1992 i Barcelona. Fyra år senare, vid olympiska sommarspelen 1996 i Atlanta tog hon brons. Har även vunnit VM.